# 莫滕·埃斯珀森
莫滕·埃斯珀森（丹麥語：Morten Espersen，1951年6月21日—），丹麦男子赛艇运动员。他曾代表丹麦参加世界赛艇锦标赛，获得三枚银牌和二枚铜牌。他也曾参加1980年夏季奥林匹克运动会。